# Nou HD
Nou HD fou un canal de televisió en alta definició, de caràcter generalista, de Radiotelevisió Valenciana, que va emetre en proves. Va començar les seves emissions en proves el 31 de juliol de 2009, a través del múltiplex 32, des del centre emissor que RTVV té a la Serra Perenxisa. La seva cobertura actual es restringeix a les zones més properes a Alacant, Castelló i València. Amb el tancament de Radiotelevisió Valenciana, Nou HD va deixar d'emetre el 29 de novembre de 2013. Nou HD reemeté durant les vint-i-quatre hores del dia el senyal reescalat de Nou Televisió amb l'excepció del partits de futbol de la Lliga de Campions que eren emesos en HD natiu.